# PilotWings (computerspelserie)
PilotWings is een spellenreeks van vluchtsimulatoren uitgegeven door Nintendo.

## Spellen
| Titel             | Release jaar | Platform     | Ontwikkelaar                    |
| ----------------- | ------------ | ------------ | ------------------------------- |
| PilotWings        | 1990         | SNES         | Nintendo EAD                    |
| PilotWings 64     | 1996         | Nintendo 64  | Paradigm Entertainment Nintendo |
| Wing Island       | 2007         | Wii          | CAProduction                    |
| PilotWings Resort | 2011         | Nintendo 3DS | Monster Games                   |

### PilotWings
Het eerste deel werd uitgebracht rond 1992 in Europa voor de Nintendo SNES. Dit was een van de weinige games op de SNES die in 3D waren.

### PilotWings 64
Het tweede deel werd uitgebracht voor de Nintendo 64. Dit bracht nieuwe onderdelen met zich mee en grafische verbeteringen.

### Wing Island (geïnspireerd op PilotWings)
Wing Island van de uitgever Hudson Soft is in 2006 in Japan en in 2007 in de rest van de wereld gelanceerd. Wing Island is geen officieel deel van PilotWings, maar dit Wii-spel is wel uitgebracht met de intentie als eventuele opvolger te dienen van PilotWings 64 van de Nintendo 64. Dankzij de Wii-afstandsbediening is de besturing heel simpel door alleen de Wii afstandsbediening te bewegen. Dit deel is heel slecht ontvangen en werd door meerdere reviews van game-websites gerated met een 5 (van de 10). Tijdens de launch van de Wii werden er 800 exemplaren verkocht in de Verenigde Staten.

### PilotWings Resort
Het derde deel wordt speciaal in 3D uitgebracht op de Nintendo 3DS. De Nintendo 3DS is in staat om 3D-beelden weer te geven waar geen bril voor is. Dit deel speelt zich af op Wuhu Island, het eiland waar ook een aantal activiteiten van Wii Fit Plus en Wii Sports Resort plaatsvinden. Dit deel wordt bij de launch van de Nintendo 3DS vrijgegeven en dat is op 25 maart 2011.
PilotWings  · PilotWings 64 · Wing Island (Hudson Soft) · PilotWings Resort